# Kvadrattal
Inden for matematik er et kvadrattal et helt tal, der er kvadratet af et tal, med andre ord er det produktet af et tal multipliceret med sig selv. Eksempelvis er 9 et kvadrattal, da det er produktet af {\displaystyle 3^{2}} og kan skrives som 3 × 3.
Den normale notation for et kvadratet af et tal n er ikke produktet n × n, men ækvivalenten potens] n2, der normalt siges som "n kvadreret". 
Navnet kvadrattal henviser til, at et kvadrattals prikker eller kugler kan arrangeres som et regelmæssigt kvadratisk mønster. Det betyder at det n-te kvadrattal har n prikker eller kugler i sine sider. Disse tal danner en klasse af figurtal på samme måde som trekanttal, kubiktal og andre polygontal.
Kvadrattal er har altid positivt fortegn. En anden måde at angive at et tal er et kvadrattal is at dets kvadratrod er et tal. Eksempel: √9 = 3, så 9 er et kvadrattal.
Kvadratet af et lige tal er altid et lige tal, mens kvadratet af et ulige tal altid er et ulige tal.
Et positivt tal der ikke har en perfekt kvadrattal som divisor, bortset fra 1, kaldes et kvadratfrit tal.
For et positivt tal n, gælder det n'e kvadrattal er n2, hvor 02 = 0 er det 0'te tal. Konceptet med kvadrat kan udvides til andre talsystemer. Hvis rationale tal inkluderes, så er kvadratet det same som forholdet mellem to kvadrattal, og modsat er forholdet mellem to tal det samme som kvadratet; eksempel: {\displaystyle \textstyle {\frac {4}{9}}=\left({\frac {2}{3}}\right)^{2}}.
Startende med 1, er der ⌊√m⌋ kvadrattal op til og inklusive m, hvor udtrykket ⌊x⌋ repræseneterer gulvet for tallet  x.

## Aritmetiske egenskaber
Det n-te kvadrattal Kn  kan skrives som en sum af de n første ulige tal. For eksempel, så er
{\displaystyle {\begin{aligned}&1&=1&=1^{2}\\&1+3&={4}&=2^{2}\\&1+3+5&={9}&=3^{2}\\&1+3+5+7&=16&=4^{2}\\\end{aligned}}}
Da det n-te ulige tal er 2n + 1, modsvarer denne egenskab ved kvadrattallene den rekursive sammenhæng
{\displaystyle K_{n+1}=K_{n}+(2n+1)}
Ved at benytte at K1 = 1, kan alle kvadrattal heraf beregnes med addition. Den rekursive sammenhæng kan også illustreres geometrisk med figurerne
|                                               |                                                  |                                                  |                                                   |
| {\displaystyle \color {black}1\color {black}} | {\displaystyle 1+\color {blue}3\color {black}=4} | {\displaystyle 4+\color {blue}5\color {black}=9} | {\displaystyle 9+\color {blue}7\color {black}=16} |

hvor det ulige tal der lægges til, er vist med de blå kugler. Dens rigtighed følger også algebraisk af definitionen  Kn = n 2  som betyder at
{\displaystyle K_{n+1}=n^{2}+2n+1=(n+1)^{2}}

## Eksempler
Kvadrattallene (sekvensen A000290 på OEIS) mindre end 602 = 3600 er:
02 = 0
12 = 1
22 = 4
32 = 9
42 = 16
52 = 25
62 = 36
72 = 49
82 = 64
92 = 81
102 = 100
112 = 121
122 = 144
132 = 169
142 = 196
152 = 225
162 = 256
172 = 289
182 = 324
192 = 361
202 = 400
212 = 441
222 = 484
232 = 529
242 = 576
252 = 625
262 = 676
272 = 729
282 = 784
292 = 841
302 = 900
312 = 961
322 = 1024
332 = 1089
342 = 1156
352 = 1225
362 = 1296
372 = 1369
382 = 1444
392 = 1521
402 = 1600
412 = 1681
422 = 1764
432 = 1849
442 = 1936
452 = 2025
462 = 2116
472 = 2209
482 = 2304
492 = 2401
502 = 2500
512 = 2601
522 = 2704
532 = 2809
542 = 2916
552 = 3025
562 = 3136
572 = 3249
582 = 3364
592 = 3481
De efterfølgende kvadrattal op til 100 er:
602 = 3600
- 3721, 3844, 3969, 4096, 4225, 4356, 4489, 4624, 4761, 4900
- 5041, 5184, 5329, 5476, 5625, 5776, 5929, 6084, 6241, 6400
- 6561, 6724, 6889, 7056, 7225, 7396, 7569, 7744, 7921, 8100
- 8281, 8464, 8649, 8836, 9025, 9216, 9409, 9604, 9801, 10000

Forskellen mellem ethvert perfekt kvadrattal og dets forgænger er givet ved n2 − (n − 1)2 = 2n − 1. Ligeledes er det muligt at beregne kvadrattal ved at addere det foregående kvadrattal, det sidste kvadrattals rod og den aktuelle rod, således; n2 = (n − 1)2 + (n − 1) + n.

## Sammenhæng med trekanttal
Hvert kvadrattal kan skrives som summen af et trekanttal og det foregående trekanttal, det vil sige
{\displaystyle K_{n}=\Delta _{n}+\Delta _{n-1}}
Det følger let fra den algebraiske sammenhæng
{\displaystyle K_{n}={1 \over 2}n(n+1)+{1 \over 2}n(n-1)=n^{2}}
og kan geometrisk illustreres ved at arrangere kuglerne i de to trekanter med sidekanter n og n - 1  til at udgøre et kvadrat med sidekant n.
Trekanttallene kan også benyttes til at udlede formelen for summen av de n første kvadrattal. Den er 
{\displaystyle {\begin{aligned}S_{2}(n)&=1^{2}+2^{2}+3^{2}+\cdots +n^{2}={1 \over 3}n^{3}+{1 \over 2}n^{2}+{1 \over 6}n\\&={1 \over 6}n(n+1)(2n+1)\end{aligned}}}
Denne formel for summen er samtidig det n-te pyramidetal baseret på en pyramide med kvadratisk grundflade. Det kan bevises ved induktion ved at
{\displaystyle S_{2}(n)=S_{2}(n-1)+n^{2}={1 \over 6}n(n-1)(2n-1)+n^{2}}
Da formlen er rigtig for n = 2, vil den derfor være rigtig for alle større værdier af n. 
Geometrisk modsvarer denne rekursive relation, at summen Sn  repræsenterer antal kugler i en pyramide bestående av n lag med kvadrat hvor hvert kvadrat har sidelængder fra 1 til n. Den kan bygges op fra en pyramide med  Sn - 1  kugler ved at tilføje en ny, kvadratisk grundflade med n 2 kugler.

## Ulige og lige kvadrattal
Kvadrater med lige tal er lige (og faktisk delelige med 4), da (2n)2 = 4n2.
Kvadrater med ulige tal er ulige, da (2n + 1)2 = 4(n2 + n) + 1.
Det følger heraf, at kvadratrødder med lige kvadrattal er lige, og kvadratrødder med ulige kvadrattal er ulige.
Da alle lige kvadrattal er delelige med 4, er lige tal i formen 4n + 2 ikke kvadrattal.
Da alle ulige kvadrattal har formen 4n + 1, er ulige tal i formen  4n + 3 ikke kvadrattal.
Kvadrater med ulige tal har formen 8n + 1, da (2n + 1)2 = 4n(n + 1) + 1 og n(n + 1) er et lige tal.
Alle ulige kvadrattal er et centreret oktogontal. Forskellen mellem hvilke som helst to ulige kvadrattal er et multiplum af 8. Forskellen mellem 1 og ethvert højere ulige kvadrattal er altid otte gange et trekanttal, mens forskellen mellem 9 og ethvert højere ulige perfekt kvadrat er otte gange et trekanttal minus otte. Da alle trekanttal har en ulige faktor, men ingen to værdier af 2n adskiller sig med et tal, der indeholder en ulige faktor, er det eneste kvadrattal på formen 2n − 1 1, og den eneste kvadrattal på formen 2n + 1 er 9.

## Særlige tilfælde
- Hvis tallet er af formen m5 hvor m repræsenterer de foregående cifre, er dets kvadrat lig med n25 hvor n = m(m + 1) og repræsenterer cifre før 25. For eksempel kan kvadratet af 65 beregnes som n = 6 × (6 + 1) = 42, hvilket giver resultatet 4225.
- Hvis tallet er af formen m0 hvor m repræsenterer de foregående cifre, er dets kvadrat lig med n00 hvor n = m2. For eksempel er kvadratet på 70 lig med 4900.
- Hvis tallet er tocifret og af formen 5m hvor m repræsenterer det sidste ciffer, er dets kvadrat lig med aabb hvor aa = 25 + m og bb = m2. Eksempel: Beregn kvadratet af 57: 25 + 7 = 32 og 72 = 49, hvilket giver 572 = 3249.
- Hvis tallet ender på 5, vil dets kvadrat ende på 5; tilsvarende for tal, der ender på 25, 625, 0625, 90625, ... 8212890625, osv. Hvis tallet ender på 6, vil dets kvadrat ende på 6, og tilsvarende for tal, der ender på 76, 376, 9376, 09376, ... 1787109376. For eksempel er kvadratet af 55376 lig med 3066501376, hvor begge ender på 376.

## Fodnoter
1. ↑  Nogle forfattere kalder også kvadrater af rationale tal for perfekte kvadrater.